# Nemzeti Fenntartható Fejlődési Tanács
A Nemzeti Fenntartható Fejlődési Tanács, NFFT, Magyarország hosszú távú fenntartható fejlődésével és az azzal kapcsolatos tervezési és egyeztetési folyamatokkal foglalkozó testülete.

## Története
A NFFT létrejötte két Országgyűlési határozathoz kötődik, amelyek kimondták, hogy a hazai fenntartható fejlődési alapelvek és feladatok koordinálására valamint a társadalmi részvétel elősegítésére egy, az ezzel a témával foglalkozó testületet hoznak létre, a Nemzeti Fenntartható Fejlődési Tanácsot.
A határozatok:
- 100/2007. (XI. 14.) OGY. Határozat a Magyar Köztársaság hosszú távú fenntartható fejlődésével kapcsolatos tervezési és egyeztetési folyamat feladatairól[1]
- 57/2008. (V. 22.) OGY. Határozat a Nemzeti Fenntartható Fejlődési Tanács közjogi jogállásáról, jogköréről, összetételéről és feladatairól, valamint működési kereteiről[2]

További, fenntartható fejlődéssel kapcsolatos országgyűlési határozatok:
- 102/2009. (XII. 18.) OGY határozat Magyarország fenntarthatósági helyzetéről és az abból adódó feladatokról
- 18/2013. (III. 28.) OGY határozat a Nemzeti Fenntartható Fejlődés Keretstratégiáról